# Csarisszkojei járás
A Csarisszkojei járás (oroszul Чарышский район) Oroszország egyik járása az Altaji határterületen. Székhelye Csarisszkoje.

A Csarisszkojei járás az Altaji határterületen

## Népesség
- 1989-ben 15 774 lakosa volt.
- 2002-ben 14 898 lakosa volt.
- 2010-ben 12 337 lakosa volt.